# Jerzy Binkowski
Jerzy Janusz Binkowski (Zgorzelec, 12 giugno 1959) è un ex cestista e allenatore di pallacanestro polacco.

## Carriera
Con la Polonia ha disputato i Giochi olimpici di Mosca 1980 e cinque edizioni dei Campionati europei (1981, 1983, 1985, 1987, 1991).

## Palmarès

### Giocatore
- Campionato polacco: 2

Znic Pruszków: 1994-95
Śląsk Breslavia: 1995-96
- Coppa di Polonia: 1

Śląsk Breslavia: 1997